# NGC 3894
NGC 3894 (również PGC 36889 lub UGC 6779) – galaktyka eliptyczna (E4), znajdująca się w gwiazdozbiorze Wielkiej Niedźwiedzicy. Odkrył ją William Herschel 18 marca 1790 roku. Jest to galaktyka z aktywnym jądrem, przez niektóre źródła zaliczana do blazarów.